# トルコ空軍
トルコ空軍（トルコくうぐん、トルコ語: Türk Hava Kuvvetleri）は、トルコ共和国のトルコ軍に属する空軍組織である。2024年時点で600機以上の作戦機を保有しており、ヨーロッパ近隣ではドイツ空軍、フランス空軍に次ぐ、世界で17番目の空軍力を有する。

## 概要
第二次世界大戦後、西アジア（アナトリア半島）とヨーロッパ（トラキア）に領土を持つトルコ共和国は比較的早い時期からの北大西洋条約機構（NATO）加盟国であり、東西冷戦でソビエト連邦と対峙する最前線に置かれた国家として、集団的自衛権を基本とする安全保障体制を整備してきた。
実戦も度々経験している。キプロス島のトルコ系住民を保護するため、1970年代にキプロス紛争に介入してキプロス島への空襲や兵員空輸を行った。2010年代にはイラク戦争やシリア内戦で支配地域を拡大するクルド人の勢力を削ぐためイラクやシリアへの越境爆撃を実施した。
現在、トルコ空軍の固定翼戦力は、防空戦力の主力として1987年から2012年に導入したF-16 ファイティングファルコンC/D戦闘機270機とF-4ファントムII E/E 2020戦闘機×174機を、日々のスクランブル発進に使用している。後継機として2002年から統合打撃戦闘機計画（JSF計画）に参加し、トルコ航空宇宙産業（TAI）でのコンポーネントの開発製造を実施するF-35Aを100機導入する予定で、2019年時点で14機が訓練中だった。しかし、トルコがMIN-14地対空ミサイルの後継にロシア製のS-400を導入したため、アメリカはF-35Aのトルコへの輸出を凍結。最終的に調達は中止された。代わって、F-16Vブロック70を導入（新規購入40機と既存のF-16の改良79機）するほか、TAIが開発中のTFX「KAAN」の導入計画を進めている。
輸送機戦力としては、2024年時点で小型輸送機CN235 41機に加え、中型戦術輸送機C-130 ハーキュリーズB/E 17機、C-160T 16機 、A400M アトラス輸送機 10機、KC-135R空中給油機 7機を保有している。早期警戒管制機としてE-7AEW&Cを4機保有するほか、CN235の洋上哨戒機型と電子偵察機型、を各1機保有する。ヘリコプター（回転翼機）は、輸送用のAS532 21機とUH-1H 57機に加え、TAIでライセンス生産されたT-70を調達中である。なお、戦闘ヘリコプターであるT-129はトルコ陸軍に配備されている。
また無人戦闘攻撃機のバイラクタル TB2を100機以上配備しており、搭載される空対地ミサイルUMTASや精密誘導爆弾MAM等対地攻撃用ミサイル等も多数装備する。
その他、東西に長い国土を防衛するための防空レーダーや地対空ミサイルを備えている。

## 基地
F-16を有する飛行隊11個が駐屯する基地が9ヶ所あるほか、給油機部隊がアメリカ空軍との共用基地であるインジルリク空軍基地に駐屯する。

## 装備
2024年時点

### 戦闘機
- F-16C/D - 243機。うち211機を仕様を統一する改修を実施し、残りの機体は訓練に運用。79機をF-16Vブロック70に改良する予定
- F-4E 2020 - 48機

### 偵察機
- ボンバルディア グローバル 6000 - 4機

### 電子戦機
- CN235 EW /Recce - 1機

### 早期警戒管制機
- E-7T - 4機

### 空中給油機
- KC-135R - 7機

### 輸送機
- A400M アトラス - 10機
- C-130B/E - 17機
- C-130J - 12機予定[4]
- C-160T
- CN235-100M - 11機

### 練習機
- F-5F
- T-38M - 68機
- ヒュルクシュ（英語版、トルコ語版） - 1機（さらに54機を調達予定）。TAI製の国産機
- KT-1T - 39機（さらに16機を調達予定）
- SF-260D - 35機
- MFI-395スーパームシュシャク - 4機（さらに48機を調達予定）

### 回転翼機
- AS 532 - 21機
- UH-1H - 57機
- T-70 - 1機（さらに19機を調達予定）

### 無人航空機
- RQ-1 プレデター
- バイラクタル TB2 - バイカル製の国産機。陸軍と海軍も保有。
- バイラクタル アクンジュ - バイカル製の国産機
- TAI アクスングル - 「白いハヤブサ」の意。TAI製の国産機[5]。

### 地対空ミサイル
tr:Türk Hava Kuvvetleri envanteriより転記
- S-400 (ミサイル)：2個中隊相当。
- ホーク (ミサイル)：16個中隊相当。
- ヒサル-A（トルコ語版、英語版）（開発中）
- ヒサル-O（トルコ語版、英語版）（開発中）
- ヒサル-U（トルコ語版、英語版）（開発中）

### 導入予定機
- F-16Vブロック70 - 40機を新規に購入する予定
- TFX「KAAN」

## 飛行隊
- 第101飛行隊(KC-135R)
- 第111飛行隊 (F-4)
- 第112飛行隊(F-4)
- 第113飛行隊(RF-4)
- 第121飛行隊(T-38)
- 第122飛行隊(KT-1T)
- 第123飛行隊(SF-260D)
- 第124飛行隊
- 第125飛行隊(CN-235,UH-1)
- 第131飛行隊(737 AEW&C)
- 第132飛行隊(F-16)
- 第134飛行隊
- 第141飛行隊(F-16)
- 第142飛行隊(F-16)
- 第143飛行隊(F-16)
- 第151飛行隊(F-16)
- 第152飛行隊(F-16)
- 第161飛行隊(F-16)
- 第162飛行隊(F-16)
- 第171飛行隊(F-4)
- 第173飛行隊(F-4)
- 第181飛行隊(F-16)
- 第182飛行隊(F-16)
- 第191飛行隊(F-16)
- 第192飛行隊(F-16)

## 教育機関
イスタンブール近郊のアタテュルク国際空港に併設されたトルコ空軍士官学校で、T-41Dによる初等飛行訓練が行われている。T-41Dは、パキスタン製のMFI-17ムシュシャクの改良型MFI-395スーパームシュシャクへの代替が進んでいる。ヘリコプターの飛行訓練は、UH-1Hで行われている。
イズミルのガジェミール空軍基地には、KT-1Tで編成された第122基本飛行隊とT-38Mで編成された第121高等飛行隊が駐屯する。高等教育は、2016年トルコクーデター未遂事件以降に新編されたトルコ国立軍事大学で行われる。

## 曲技飛行隊

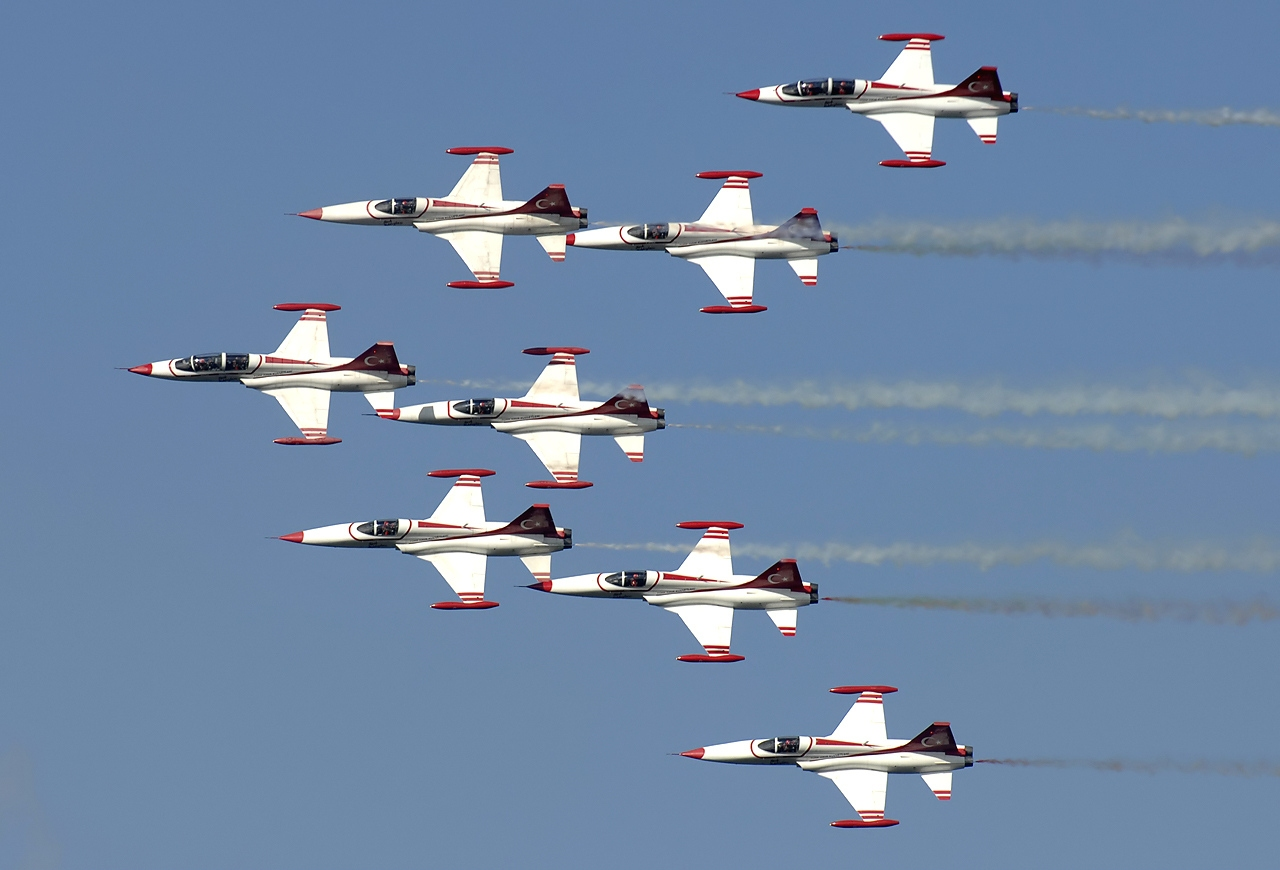
ケチケメート空軍基地（ハンガリー）で展示飛行を行うトゥルク・イルディズラーリ（2010年8月7日）

曲技飛行隊として、1992年11月7日に編成されたトゥルク・イルディズラーリ（英語名：ターキッシュ・スターズ、Turkish Stars）がある。コンヤのコンヤ飛行場に駐屯し、創設以来、NF-5A/Bで編成されている。